# あくあぴあ芥川

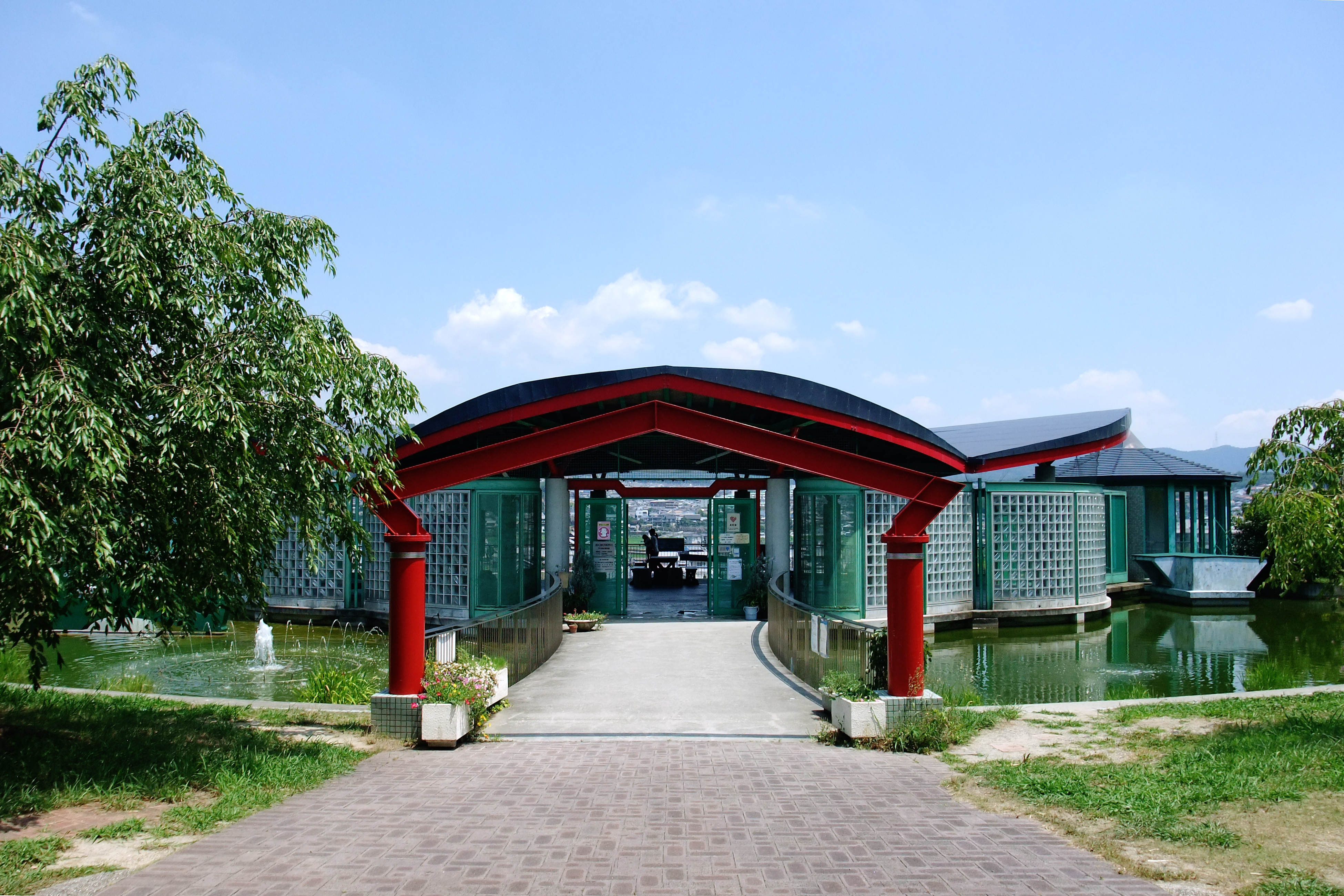
屋上ピロティ

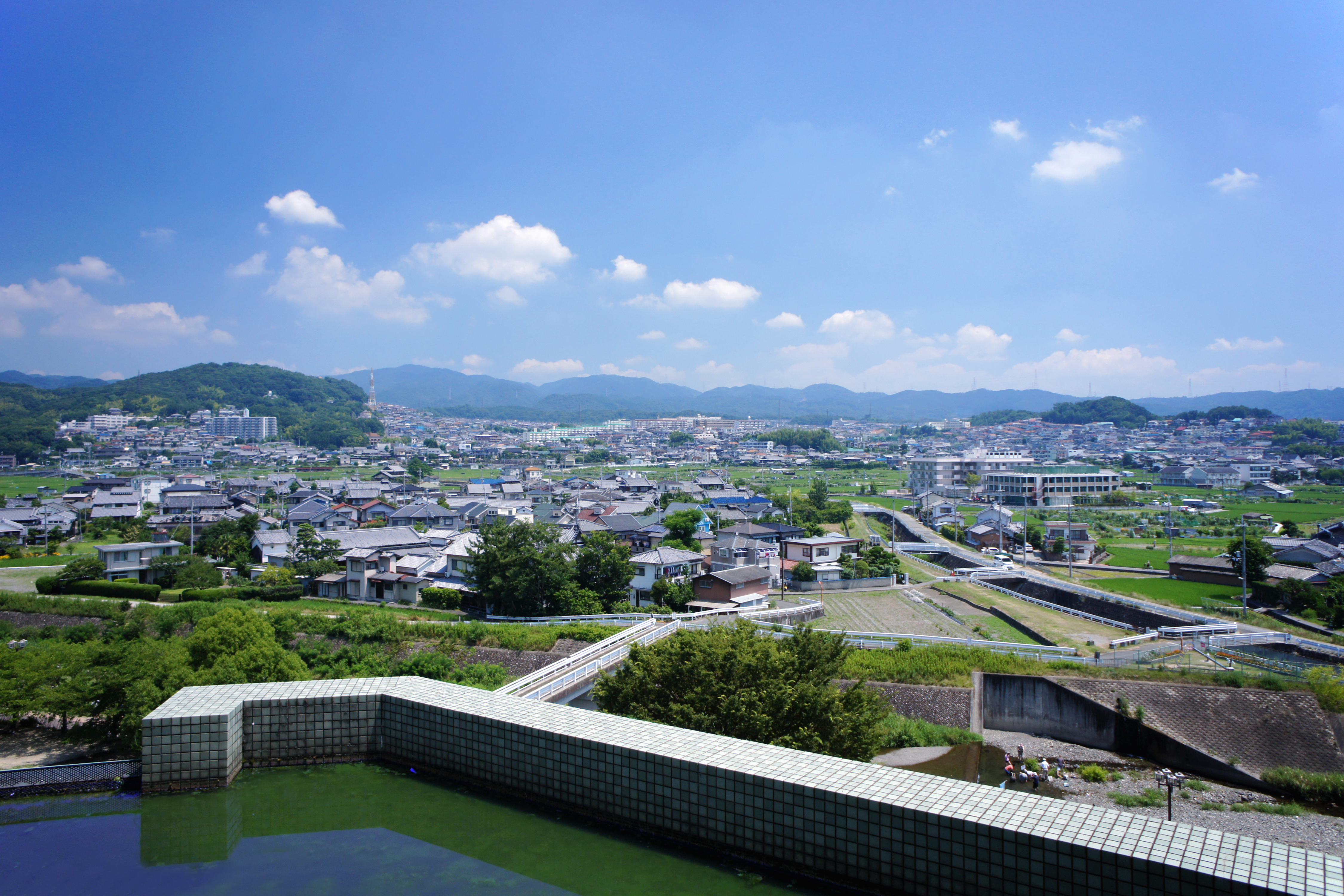
屋上ピロティからの眺望

あくあぴあ芥川（あくあぴああくたがわ）は大阪府高槻市南平台にある水族館、かつ鳥類・昆虫展示館。正式名称は高槻市立自然博物館。指定管理者制度により、あくあぴあ芥川共同活動体(NPO法人芥川倶楽部とNPO法人大阪自然史センターの共同事業体)が管理・運営を行っている。

## 概要
高槻市内に生息する淡水魚や、鳥・哺乳類・昆虫類・植物などをわかりやすく展示し、紹介している。館内にある水槽群等のほかにも、屋上ピロティの周囲に造られた人工池には多数の鯉が飼育されている。なお、人工池の魚には館入口で販売されている餌を直接与えることができる。
館は北摂の緑豊かな山手の住宅地にあって屋上ピロティからは城山や摂津峡を見渡すことができる。
周辺は、長大なウォータースライダー（100m、150m）を有する芥川緑地プール（プールピア）や、テニスコート、ゲートボール場、芝生広場、水上ステージ（野外コンサート場）があり、市民の憩いとレクリエーションの場となっている。

## 施設
- RF― ピロティ、人工池
- 3F― 多目的ホール、読書・航空写真・・高槻の野草・高槻の野鳥、の各コーナー
- 2F― 展示スペース「芥川の淡水魚」、飼育スペース、熱帯魚コーナー
  - 3つの大型ジオラマ水槽
  - 約30個の小水槽
- 1F― 特別展示スペース、自然工作室、モザイク壁画
  - 野鳥展示コーナー
  - 昆虫展示コーナー
  - 森の動物展示コーナー

## 利用情報
- 開館時間：10時 - 17時
- 休館日：月曜日、年末年始（12月29日 - 翌年1月5日）
- 入館料：無料
- 鯉の餌やり1袋30円（数量限定）

## 交通アクセス
高槻市営バス
- JR高槻駅北口より関西大学（平安女学院大学経由）・平安女学院大学東方面5番のりば（系統68、70番：平安女学院大学東・関西大学（平安女学院大学経由））行き乗車、「南平台小学校前」で下車。徒歩2分
- JR摂津富田駅北口より奈佐原・関西大学・萩谷総合公園・萩谷方面1番のりば（系統72番：南平台経由奈佐原行き乗車、「北南平台」で下車。徒歩5分